# Phức cảm Napoleon

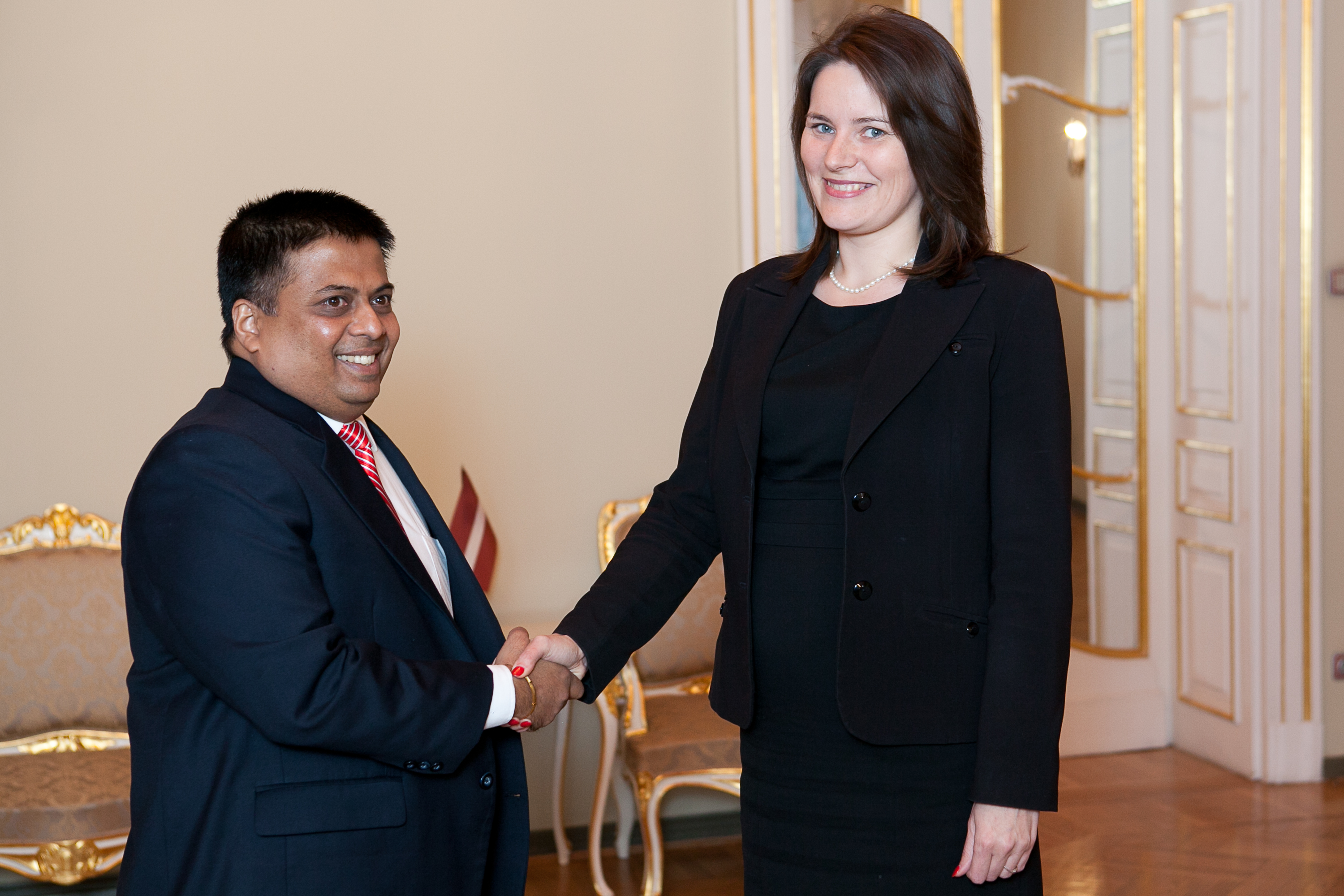
Tổng thống Sri Lanka thấp bé hơn so với người đồng cấp Inga Bite

Phức cảm Napoleon (Napoleon complex), hội chứng Napoleon (Napoleon syndrome) hay hội chứng người thấp bé (Short-man syndrome) là giả thuyết tâm lý cho rằng những người đàn ông có vóc dáng thấp bé, lùn thường có xu hướng cư xử hung hăng, hống hách, độc đoán, thích kiểm soát và khao khát quyền lực. Đây là một dạng phức cảm xuất phát từ mặc cảm về chiều cao. Những người này có xu hướng tâm lý tự yêu bản thân (ái kỷ), dễ trở nên nóng nảy, cục súc. Phức cảm này giả định rằng những người này cảm thấy mình ít nam tính (do thấp bé) nên họ thường la hét, nói to, tìm kiếm sự chú ý, khao khát chứng tỏ bản thân mãnh liệt, hoặc đầy tham vọng, khát khao quyền lực, hiếu chiến và thích chinh phục để che giấu mặc cảm.

## Đại cương

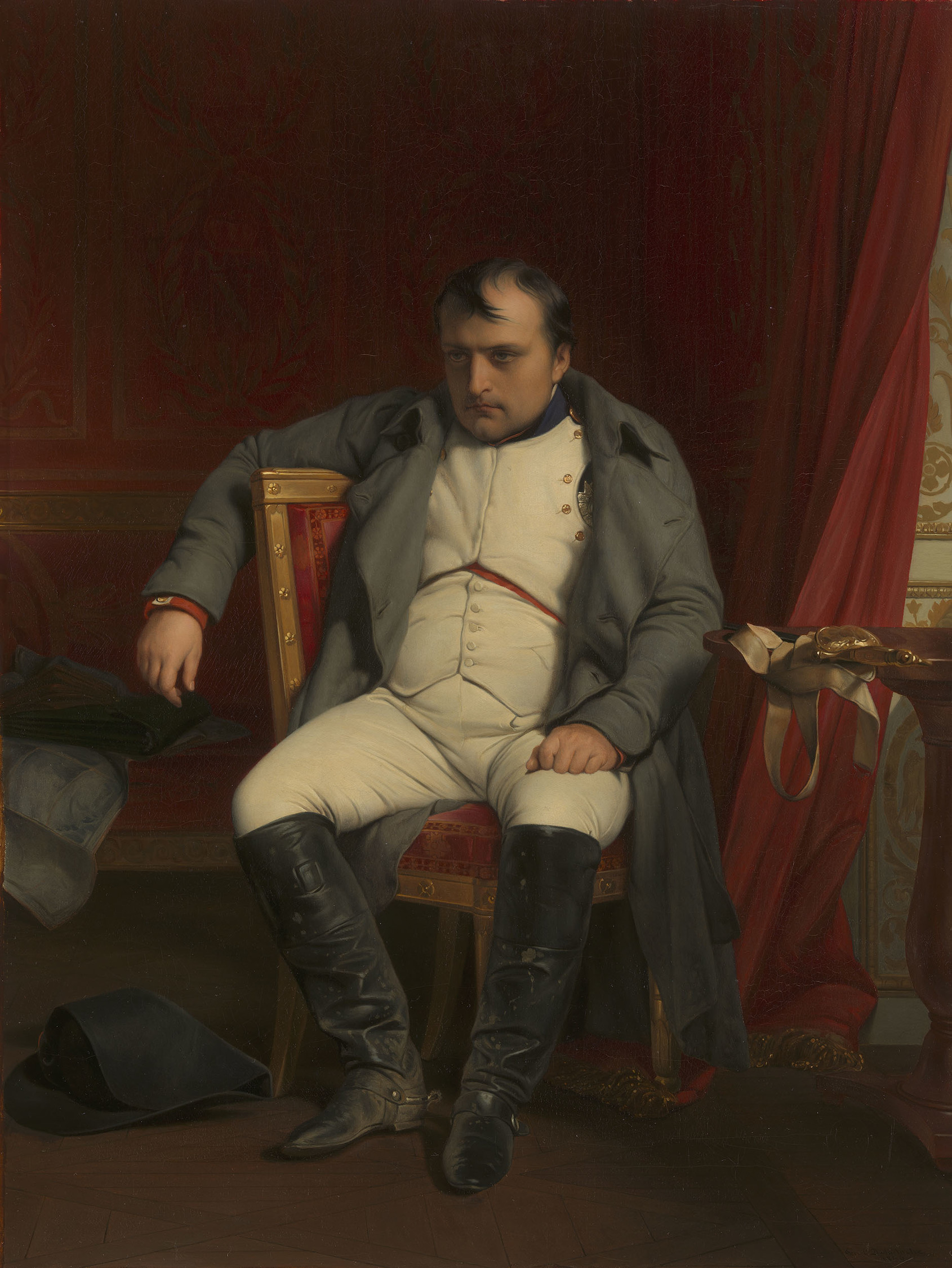
Tranh vẽ Napoleon lùn và thất thểu sau thất bại

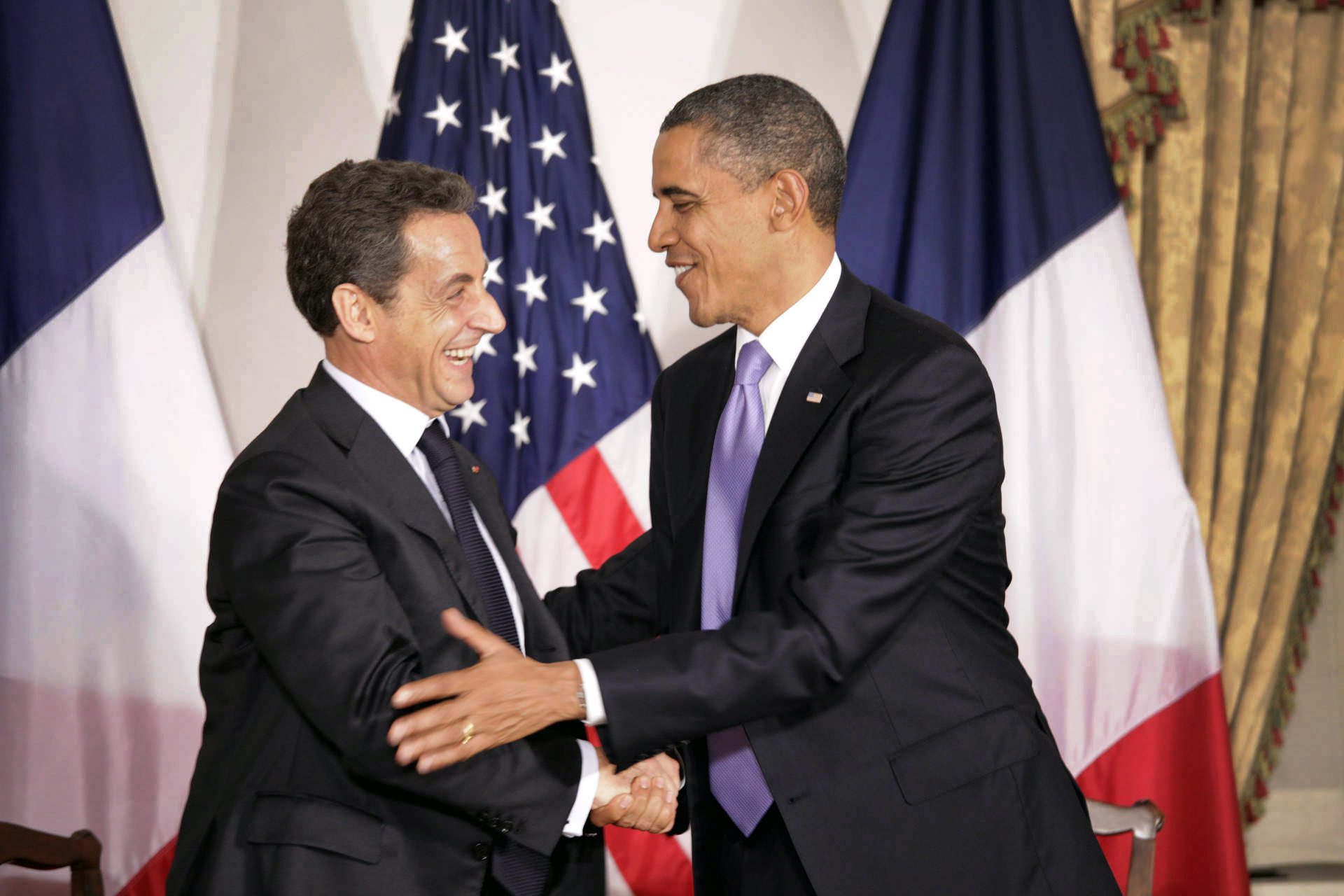
Tổng thống Pháp Nicolas Sarkozy (cao 5 ft 5 in) đứng bên cạnh Tổng thống Mỹ Barack Obama, 2011

Cả trong tâm lý học và trong xã hội, phức cảm Napoleon được coi là một khuôn mẫu xã hội (thành kiến) mang tính xúc phạm. Phức cảm Napoleon được đặt theo tên của Napoleon Bonaparte, hoàng đế đầu tiên của nước Pháp, cao khoảng 5 feet 2 inch (theo hệ thống đo lường trước hệ mét của Pháp), tương đương khoảng 1,67 mét. So với tiêu chuẩn thời đó, ông không quá lùn nhưng hình ảnh của ông trong lịch sử và văn hóa đại chúng (đặc biệt là qua tuyên truyền của Anh) thường gắn liền với sự hung hăng để bù đắp cho chiều cao khiêm tốn. Trong cuộc sống hiện đại, chiều cao nam giới đóng vai trò quan trọng trong các mối quan hệ hay công việc, giúp họ cảm thấy tự tin hơn. Tuy nhiên, nhiều người có chiều cao khiêm tốn lại có cách khác để thể hiện sự mạnh mẽ, sự ghê gớm về mặt tâm lý có thể mang lại lợi thế trong các khía cạnh sinh tồn và giao phối, bù đắp cho mất mát về chiều cao.
Các nhà khoa học từ Đại học Wrocław ở Ba Lan, đã công bố nghiên cứu cho thấy đàn ông thấp bé thường có xu hướng thể hiện sức ảnh hưởng về mặt tâm lý, thay vì thể chất. Họ cho rằng "Khi con người không thể ghê gớm về thể chất, thay vào đó họ có thể trở nên ghê gớm về mặt tâm lý. Những người đàn ông thấp hơn sử dụng các đòn tâm lý để đòi hỏi sự tôn trọng, gây ấn tượng với nửa kia của mình. Việc trông có vẻ mạnh mẽ hơn có thể khiến người khác cảm thấy họ cao hơn so với thực tế".
Nhiều nam giới có chiều cao khiêm tốn thường tỏ ra mạnh mẽ, kiêu ngạo để che giấu sự tự ti. Các nghiên cứu gần đây của Hiệp hội Tâm lý Mỹ chỉ ra rằng những người đàn ông thấp có thể dễ ghen tị và tính cách hơn thua hơn người cao. Nghiên cứu từ Đại học Wrocław còn cho thấy nam giới có chiều cao khiêm tốn cũng có xu hướng ái kỷ, cố tỏ ra quyền lực. Một trong những nguyên nhân của hiện tượng này là áp lực từ xã hội, đặc biệt là từ tiêu chuẩn chọn bạn đời của phụ nữ. Phụ nữ thường có xu hướng bị thu hút bởi những người đàn ông cao lớn, vì chiều cao từ lâu đã được coi là biểu tượng của sự nam tính, quyền lực và khả năng bảo vệ. Điều này khiến những người đàn ông không có chiều cao lý tưởng cảm thấy thiếu tự tin, nên việc nam giới thấp bé cố tỏ ra mạnh mẽ không hoàn toàn tiêu cực hay giả tạo mà là phản ứng tự nhiên để thích nghi với môi trường và xã hội, vì chiều cao vẫn thường được gắn liền với sự hấp dẫn và địa vị.

## Vai trò trong tiến hóa
Thuật ngữ "phức cảm Napoleon" đã được sử dụng trong một số ấn phẩm khoa học để chỉ hiện tượng xảy ra khi các sinh vật nhỏ hành xử hung hăng với các sinh vật lớn hơn. Mặc dù đã biết nhiều ví dụ về các sinh vật lớn có hành vi hung hăng với các sinh vật nhỏ hơn, nhưng đã có những trường hợp các sinh vật nhỏ hơn chủ động gây hấn. Nghiên cứu này cho thấy chủ động tấn công là chiến lược tiến hóa ổn định, trong đó các cá thể nhỏ hơn hung hăng hơn đối thủ lớn hơn. Chiến thắng là khả thi với cá thể nhỏ là khi cá thể nhỏ hơn có một chút cơ hội chiến thắng, nguồn tài nguyên dồi dào và có giá trị tương đối thấp. Trong những điều kiện này, cá thể lớn hơn rút lui để tránh tổn thương và vẫn tìm thấy các nguồn tài nguyên thay thế. Tuy nhiên, nghiên cứu cũng dự đoán rằng cả hai cá thể đều sẽ tấn công khi tài nguyên khan hiếm, có giá trị cao và chi phí chiến đấu thấp.
Một nghiên cứu năm 1995 về cá kiếm (Xiphophorus nigrensis và Xiphophorus multilineatus) ghi nhận rằng 78% các cuộc chiến được quan sát thấy giữa các con đực là do cá nhỏ hơn chủ động và 70% các cuộc chiến có con cá cắn trước là con thua cuộc. Theo quan điểm tiến hóa , hành vi này có vẻ phi lý (tức là bất lợi cho con tham gia vào nó). Các nhà nghiên cứu đã gợi ý rằng trong quá trình tán tỉnh, con đực mạnh hơn không muốn làm leo thang căng thẳng xung đột (giữa nó và đồng loại) đến mức đánh nhau, cụ thể: "Chúng tôi cho rằng cơ chế của hành vi hung hăng từ những người có khả năng thua cuộc không dựa trên việc những người thua cuộc có nhiều khả năng tấn công trước, mà dựa trên việc những người có khả năng thắng cuộc ít có khả năng tấn công trước... chúng tôi đề xuất cho cái thường được coi là "Hội chứng Napoleon" có thể được gọi chính xác hơn là "Hội chứng Người khổng lồ hiền lành" ("Gentle Giant Syndrome"). Đây là lời giải thích khả dĩ này cho hành vi hung hăng trước của những người có khả năng thua cuộc cao khi họ bắt đầu các cuộc tranh chấp, vốn chưa từng được xác định trong các tài liệu trước đây.

## Ảnh hưởng trong đời sống

### Nicolas Sarkozy
Khi Tổng thống Pháp Nicolas Sarkozy đến thăm nhà máy Faurecia ở Normandy vào tháng 9 năm 2009, nhà báo Jean-Philippe Schaller của RTBF đã phỏng vấn các nữ công nhân. Những người này tiết lộ họ được chọn để xuất hiện cùng Tổng thống trong buổi quay phim vì có vóc dáng nhỏ bé, để "không ai cao hơn Tổng thống". Công đoàn cũng xác nhận với các nhà báo của Rue89 rằng thông tin này là chính xác. Sau khi nắm bắt được thông tin này, các tờ báo Anh như The Guardian và The Independent đặt ra câu hỏi liệu sự nhạy cảm của ông Sarkozy về chiều cao có phải là biểu hiện của phức cảm Napoleon hay không.